# みかづき紅月
みかづき 紅月（みかづき こうげつ）は、日本の女性ジュブナイルポルノおよびライトノベル作家。東京都在住。ラブコメを得意とする萌え小説家。

## 略歴
- 中高生の頃、『フォーチュン・クエスト』にのめりこみ、小説の習作を始める[3]。
- 2005年12月、美少女文庫（フランス書院）より『サムライガール』でデビュー。同作はシリーズ化され、みかづきの代表作となり、またそれによってこの作家は美少女文庫の主力の一人となった[要出典]。
- 2007年10月、暁WORKS発売のアドベンチャーゲーム『僕がサダメ 君には翼を。』にてシナリオを担当する。
- 2008年2月、『サムライガール』がschoolzoneよりPCアニメノベルとして発売される。
- 2008年5月、『ドラゴンマガジン』（富士見書房）7月号より、的良みらん原作『おまもりひまり』のノベライズ連載を担当する。
- 2008年6月、徳間デュアル文庫（徳間書店）より『サムライエイジ』、一迅社文庫（一迅社）より『ぶよぶよカルテット』を刊行し、一般向けライトノベルへ進出した。
- 2008年9月よりauおよびSoftbankユーザ向の携帯小説「巫女ロイド」を連載開始。

## 著作一覧

### 連載

#### ひめ♥せん 〜姫将軍戦乱記〜
「E☆2」Vol.26（2010年8月号、発行：メディエイション、発売：ビオ・マガジン、隔月刊誌）より連載開始。挿絵は藤真拓哉。

### ライトノベル

#### 「サムライエイジ」シリーズ
代表作『サムライガール』と同じくサムライ少女が主人公。みかづき紅月にとって初めて刊行されたライトノベルであり、また初めての一人称の小説でもある。全3巻。
挿絵：さとみ、徳間書店、徳間デュアル文庫
1. サムライエイジ（2008年6月5日発売、ISBN 978-4-19-905182-1）
2. サムライエイジ -乙女たちの初陣っ！-（2008年10月10日発売、ISBN 978-4-19-905187-6）
3. サムライエイジ -恋せよ戦乙女たちっ！-（2009年6月10日発売、ISBN 978-4-19-905194-4）

#### 「おまもりひまり」シリーズ
的良みらんの漫画『おまもりひまり』（『月刊ドラゴンエイジ』連載、富士見書房、角川コミックス ドラゴンJr.）の小説化。『ドラゴンマガジン』にも2008年7月号より連載した。
原作・挿絵：的良みらん、富士見書房、富士見ファンタジア文庫
1. 〜浪漫ちっくメモリー〜（2008年7月19日発売、ISBN 978-4-8291-3315-6）
2. 〜乙女ちっくロイヤリティ〜（2008年11月20日発売、ISBN 978-4-8291-3355-2）
3. 〜ドラマちっくフェスティバル〜（2009年6月20日発売、ISBN 978-4-8291-3415-3）
4. 〜レトロちっくジェラシー〜（2010年1月20日発売、ISBN 978-4-8291-3484-9）

#### 「恋人以上、ともだち未満」シリーズ
挿絵：双龍、集英社、スーパーダッシュ文庫
1. はぶてる彼女（2010年5月、ISBN 978-4-08-630548-8）
2. いごいご少女（2010年8月、ISBN 978-4-08-630564-8）
3. へこさま乙女（2011年1月、ISBN 978-4-08-630591-4）

#### シリーズ以外
ぶよぶよカルテット挿絵：refeia、一迅社、一迅社文庫、2008年6月20日発売、ISBN 978-4-7580-4008-2
School Heart's 〜月と花火と約束と〜著：伏見つかさ他、挿絵：樋上いたる他、一迅社、一迅社文庫、2008年8月20日発売、ISBN 978-4-7580-4023-5
Visual Art's/manaによる18禁ドラマCD『School Heart's』の小説化。作：伏見つかさ・みかづき紅月・内田竜宮丞・魁、イラスト：樋上いたる・みけおう・有子瑶一・的良みらんによるアンソロジー作品。みかづきの担当したタイトルは「オトメの黒き野望と小さな奇跡」。
凸凹騎士（ナイト）と最強王女（プリンセス）挿絵：あきづき弥、学習研究社、メガミ文庫、2008年9月30日発売、ISBN 978-4-05-903524-4
放課後トゥーランドット挿絵：有子瑶一、一迅社、一迅社文庫、2009年4月20日発売、ISBN 978-4-7580-4062-4
僕とヤンデレの7つの約束挿絵：いずみべる、集英社、スーパーダッシュ文庫、2009年8月25日発売、ISBN 978-4-08-630502-0
獅子王会長と喧噪と日常挿絵：雪月竹馬、スクウェア・エニックス、ガンガンノベルズ、2009年10月22日発売、ISBN 978-4-7575-2715-7
おしえて！マーメイド挿絵：兎塚エイジ、PHP研究所、スマッシュ文庫、2010年3月8日発売、ISBN 978-4-569-67427-8
最近、妹のようすがちょっとおかしいんだが。原作・イラスト：松沢まり、富士見ファンタジア文庫、2014年1月18日発売、ISBN 978-4-04-070012-0

### Web小説

#### 巫女ロイド
au「萌少女★道草倶楽部」およびSoftbank「少女★道草倶楽部」にて2008年9月より連載を開始した携帯小説。
近未来の秋葉原を舞台とし、秋葉原を護るアンドロイドの物語。

### ジュブナイルポルノ

#### 美少女文庫
フランス書院

##### 「サムライガール」シリーズ
挿絵：YUKIRIN、全6巻
1. サムライガール（2005年12月、ISBN 4-8296-5770-7）
2. サムライガール 〜身も心も（2006年7月、ISBN 4-8296-5788-X）
3. サムライガール 〜恋せよ、乙女（2006年12月、ISBN 4-8296-5800-2）
4. サムライガール 〜燃えよ剣♥（2007年6月、ISBN 978-4-8296-5816-1）
5. サムライガール 〜愛しさと切なさと（2007年9月、ISBN 978-4-8296-5823-9）
6. サムライガール 〜決戦はパリで！（2008年1月、ISBN 978-4-8296-5835-2）

##### 「乙女♥新撰組」シリーズ
挿絵：YUKIRIN、
1. 乙女♥新撰組（2008年4月、ISBN 978-4-8296-5845-1）
2. 乙女♥新撰組-恋する秘剣-（2008年10月、ISBN 978-4-8296-5862-8）

##### 「おやすみせっくす」シリーズ
三上ミカによる同人漫画「おやすみせっくす」のノベライズ。
原作・挿絵：三上ミカ、全3巻
1. おやすみせっくす 僕のために眠る妹（2017年1月、ISBN 978-4829663837）
2. おでかけせっくす 妹と初めてのラブホテル（2018年9月、ISBN 978-4829664445）
3. おとまりせっくす 家族旅行、兄妹の秘密（2019年12月、ISBN 978-4829664872）

##### シリーズ以外
キャリあね。 〜お姉ちゃんは下着デザイナー挿絵：YUKIRIN、2006年5月、ISBN 4-8296-5779-0
プリンセスは委員長！挿絵：みさくらなんこつ、2007年4月、ISBN 978-4-8296-5810-9
銀狼王女 〜Werewolf Princess挿絵：フミオ、2007年11月、ISBN 978-4-8296-5830-7
プリンセスは誘拐中♥挿絵：有子瑶一、2008年7月、ISBN 978-4-8296-5853-6
お姉ちゃんはに〜づまだもん♥挿絵：神無月ねむ、2009年2月、ISBN 978-4-8296-5875-8
サムライメイド挿絵：稲垣みいこ、2009年7月、ISBN 978-4-8296-5887-1
生徒会長は俺の嫁!?挿絵：七瀬葵、2009年11月、ISBN 978-4-8296-5905-2
センセイは俺の嫁!?挿絵：七瀬葵、2010年4月、ISBN 978-4-8296-5926-7
サムライガールは俺の嫁!?挿絵：七瀬葵、2010年10月、ISBN 978-4-8296-5944-1
妹邪気眼!挿絵：たにはらなつき、2011年1月、ISBN 978-4-8296-5959-5
先生と結婚シテして♥挿絵:七瀬葵、2011年3月、ISBN 978-4-8296-5969-4
白銀の騎士ガール挿絵:ほんたにかなえ、2011年9月、ISBN 978-4-8296-5987-8
捨てメイド拾いました挿絵:みけおう、2011年12月、ISBN 978-4-8296-5997-7
幼なじみ学園王はSorM?挿絵:なちゅらるとん、2012年4月、ISBN 978-4-8296-6211-3
ウチの姉が○○すぎて困っている件挿絵:鷹乃ゆき、2012年7月、ISBN 978-4-8296-6222-9
黒騎士王の正しい飼い方
挿絵：Yuyi、2013年1月、ISBN 978-4829662403
お姉ちゃんは発情中! 恋のキューピットに出逢ったら……残念、アルパカでした!
挿絵：有末つかさ、2013年6月、ISBN 978-4829662540

#### アンソロジー
責められ少女絵巻ポストメディア編集部編、一迅社、2011年7月、ISBN 978-4-7580-1224-9
おもらしっ娘絵巻ポストメディア編集部編、一迅社、2011年11月、ISBN 978-4-7580-1239-3

### ティーンズラブ小説

#### ティアラ文庫
プランタン出版

##### 「ホテル王」シリーズ
挿絵：辰巳仁
1. ホテル王のシンデレラ　（2010年12月、ISBN 978-4-8296-6557-2）
2. ホテル王とハネムーン　（2011年12月、ISBN 978-4-8296-6591-6）
3. ホテル王と秘密の檻　（2012年5月、ISBN 978-4-8296-6607-4）

##### シリーズ以外
S執事とメイドお嬢様の青い鳥
挿絵：辰巳仁、2012年10月、ISBN 978-4829666272
結婚契約書にサインを　石油王の花嫁
挿絵：辰巳仁、2013年4月、ISBN 978-4829666517
黒薔薇の花嫁 純潔はふたりの侯爵に奪われる
挿絵：ひたき、2014年4月、ISBN 978-4829666913
シンデレラ・プロポーズ 皇太子殿下の個人秘書
挿絵：駒田ハチ、2016年7月、ISBN 978-4829667699
溺愛プロポーズ 富豪紳士は乙女を淫らに甘やかす
挿絵：辰巳仁、2019年5月、ISBN 978-4829668719

#### 蜜猫文庫
竹書房
石油王の略奪 愛執の檻
挿絵：Ciel、2014年2月、ISBN 978-4812498866
絶対君主の独占愛 仮面に隠された蜜戯
挿絵：Ciel、2015年2月、ISBN 978-4801901858
執愛遊戯 甘い支配に溺れて
挿絵：池上紗京、2015年8月、ISBN 978-4801904408
愛執のレッスン オペラ座の闇に抱かれて
挿絵：旭炬、2012年10月、ISBN 978-4801906419
奪愛トライアングル 悦楽と執着の蜜夜
挿絵：ことね壱花、2016年8月、ISBN 978-4801908291
富豪紳士の危険な溺愛 昼下がりの淫らな診察
挿絵：みずきたつ、2018年12月、ISBN 978-4801917033

#### ヴァニラ文庫
ハーパーコリンズ・ジャパン
ダンディ陛下とエロスの指輪
挿絵：花岡美莉、2014年5月、ISBN 978-4596743091
いばら姫と縛めの指輪
挿絵：一越A区、2017年6月、ISBN 978-4596580542
宝石王と淫らな契約 〜呪いの指輪に縛られて〜
挿絵：yos、2018年7月、ISBN 978-4596583925

#### ジュエル文庫
KADOKAWA/アスキー・メディアワークス
禁じられた、まなざし 教授の指先に濡れて
挿絵：周防佑未、2015年12月、ISBN 978-4048656948
皇帝陛下と年の差 愛され奥さまライフ オトナ紳士が夫になったらケダモノ化しすぎですっ!
挿絵：弓槻みあ、2017年5月、ISBN 978-4048929011
大富豪と年の差 愛されママライフ ダンディ紳士がパパになったら包容力ありすぎですっ!
挿絵：北沢きょう、2018年3月、ISBN 978-4048936323
もふダラ奥さま 紳士と猫とゆるゆる婚、はじめました。
挿絵：旭炬、2019年8月、ISBN 978-4049125986

#### その他レーベル
無慈悲な王が奏でしは囚われの歌姫
挿絵：吉崎ヤスミ、シフォン文庫（集英社）、2013年7月、ISBN 978-4086700306
独身社長に寵愛されました。 深夜オフィスのシンデレラ
挿絵：辰巳仁、ジュエルブックス（KADOKAWA/アスキー・メディアワークス）、2014年6月、ISBN 978-4048666718
国王陛下だけの愛玩ドール 〜背徳のマリアージュ〜
挿絵：龍本みお、ロイヤルキス文庫（ジュリアンパブリッシング）、2014年11月、ISBN 978-4864570855
溺愛殿下と天然プリンセス
挿絵：ウエハラ蜂、ガブリエラ文庫（三交社）、2016年7月、ISBN 978-4879193391
平凡なOLがアリスの世界にトリップしたら帽子屋の紳士に溺愛されました。
挿絵：なおやみか、蜜猫Novels（竹書房）、2017年10月、ISBN 978-4801912458

#### アンソロジー
新婚アンソロジー
永谷圓さくら、伊織みな、柚原テイルとの共著、ジュエルブックス（KADOKAWA/アスキー・メディアワークス）、2015年1月、ISBN 978-4048691994
ティアラ文庫溺愛アンソロジー① 5人のロイヤルプリンスによる極上求婚
三津留ゆう、柚原テイル、七福さゆり、麻生ミカリとの共著、ティアラ文庫（プランタン出版）、2019年2月、ISBN 978-4829668597

### ボーイズラブ小説

#### その他レーベル
紳士の愛され奥様は捨て執事 反逆のディスティニー
挿絵：一夜人見、徳間書店 単行本、2019年3月、ISBN 978-4198648039

#### アンソロジー
お城でBLポストメディア編集部編（七海ユウリ、春河ミライとの共著)、一迅社、ISBN 978-4-7580-1271-3

### その他
新人賞をとらずに著書50冊 -私の「とっておき」ラノベ作家デビュー術-
秀和システム、2012年3月、ISBN 978-4-7980-3257-3

## シナリオを手掛けたゲーム
僕がサダメ 君には翼を。暁WORKS、原画：refeia、2007年10月、18禁、JAN 4560210740159、Windows 2000/XP/Vista対応
ロンド -O-va-chua-
「もぎたてBasiL -commencement-」内コンテンツ
BasiL、原画：猫生いづる、2009年7月、18禁、Windows 2000/XP/Vista対応
田舎でシよう! 北海道編　ボクと妹たちの夢日記CLIC CLAC、原画：夜野みるら、2009年8月、18禁、Windows 2000/XP/Vista対応
田舎でシよう! 京都編　ボクと妹たちの巫女日和CLIC CLAC、原画：夜野みるら、2012年8月、18禁、Windows 2000/XP/Vista対応
歪んだ嘘の恋とレッテルstudioオルカ、原画：秋野すばる・saxasa、2017年9月、18禁、JAN 4933032009092、Windows 7/8/10対応